# Alyn McCauley
Pour les articles homonymes, voir McCauley.
Alyn Daniel McCauley (né le 29 mai 1977 à Brockville, dans la province de l'Ontario au Canada) est un joueur professionnel canadien de hockey sur glace.

## Carrière de joueur
Il commence sa carrière avec les Maple Leafs de Saint-Jean dans la Ligue américaine de hockey au terme de la saison 1996-1997. Il a remporté précédemment le trophée Red-Tilson à deux reprises et est nommé joueur de l'année de la Ligue canadienne de hockey en 1997. Avant de devenir joueur professionnel, il remporte deux championnats du monde junior de hockey sur glace avec l'équipe canadienne.
Au cours des saisons qui suivirent, il évolue plusieurs saisons au sein des Maple Leafs de Toronto, soit avec le club-école ou avec le club de la Ligue nationale de hockey. Il joue ensuite pour les Sharks de San José entre 2003 et 2006. En 2006-2007, il se joint aux Kings de Los Angeles mais il se blesse gravement et manque la majorité de la saison. Il prit sa retraite du hockey sur glace à la fin de cette saison.
Il est maintenant l'un des dépisteurs des Kings.

## Statistiques de carrière
| Saison     | Équipe                    | Ligue      |     | Saison régulière | Saison régulière | Saison régulière | Saison régulière | Saison régulière |    | Séries éliminatoires | Séries éliminatoires | Séries éliminatoires | Séries éliminatoires | Séries éliminatoires |
| Saison     | Équipe                    | Ligue      | PJ  | B                | A                | Pts              | Pun              | PJ               | B  | A                    | Pts                  | Pun                  |                      |                      |
| 1991-1992  | Voyageurs de Kingston     | MTJHL      | 37  | 5                | 17               | 22               | 6                | -                | -  | -                    | -                    | -                    |                      |                      |
| 1992-1993  | Voyageurs de Kingston     | MTJHL      | 38  | 31               | 29               | 60               | 18               | -                | -  | -                    | -                    | -                    |                      |                      |
| 1993-1994  | 67 d'Ottawa               | LHO        | 38  | 13               | 23               | 36               | 10               | 13               | 5  | 14                   | 19                   | 4                    |                      |                      |
| 1994-1995  | 67 d'Ottawa               | LHO        | 65  | 16               | 38               | 54               | 20               | -                | -  | -                    | -                    | -                    |                      |                      |
| 1995-1996  | 67 d'Ottawa               | LHO        | 55  | 34               | 48               | 82               | 24               | 2                | 0  | 0                    | 0                    | 0                    |                      |                      |
| 1996-1997  | 67 d'Ottawa               | LHO        | 50  | 56               | 56               | 112              | 16               | 22               | 14 | 22                   | 36                   | 14                   |                      |                      |
| 1996-1997  | Maple Leafs de Saint-Jean | LAH        | -   | -                | -                | -                | -                | 3                | 0  | 1                    | 1                    | 0                    |                      |                      |
| 1997-1998  | Maple Leafs de Toronto    | LNH        | 60  | 6                | 10               | 16               | 6                | -                | -  | -                    | -                    | -                    |                      |                      |
| 1998-1999  | Maple Leafs de Toronto    | LNH        | 39  | 9                | 15               | 24               | 2                | -                | -  | -                    | -                    | -                    |                      |                      |
| 1999-2000  | Maple Leafs de Saint-Jean | LAH        | 5   | 1                | 1                | 2                | 0                | -                | -  | -                    | -                    | -                    |                      |                      |
| 1999-2000  | Maple Leafs de Toronto    | LNH        | 45  | 5                | 5                | 10               | 10               | 5                | 0  | 0                    | 0                    | 6                    |                      |                      |
| 2000-2001  | Maple Leafs de Saint-Jean | LAH        | 47  | 16               | 28               | 44               | 12               | -                | -  | -                    | -                    | -                    |                      |                      |
| 2000-2001  | Maple Leafs de Toronto    | LNH        | 14  | 1                | 0                | 1                | 0                | 10               | 0  | 0                    | 0                    | 2                    |                      |                      |
| 2001-2002  | Maple Leafs de Toronto    | LNH        | 82  | 6                | 10               | 16               | 18               | 20               | 5  | 10                   | 15                   | 4                    |                      |                      |
| 2002-2003  | Maple Leafs de Toronto    | LNH        | 64  | 6                | 9                | 15               | 16               | -                | -  | -                    | -                    | -                    |                      |                      |
| 2002-2003  | Sharks de San José        | LNH        | 16  | 3                | 7                | 10               | 4                | -                | -  | -                    | -                    | -                    |                      |                      |
| 2003-2004  | Sharks de San José        | LNH        | 82  | 20               | 27               | 47               | 28               | 11               | 2  | 1                    | 3                    | 2                    |                      |                      |
|            |                           |            |     |                  |                  |                  |                  |                  |    |                      |                      |                      |                      |                      |
| 2005-2006  | Sharks de San José        | LNH        | 76  | 12               | 14               | 26               | 30               | 6                | 0  | 1                    | 1                    | 4                    |                      |                      |
| 2006-2007  | Kings de Los Angeles      | LNH        | 10  | 1                | 0                | 1                | 2                | -                | -  | -                    | -                    | -                    |                      |                      |
| Totaux LNH | Totaux LNH                | Totaux LNH | 488 | 69               | 97               | 166              | 116              | 52               | 7  | 12                   | 19                   | 18                   |                      |                      |

| Année | Équipe | Compétition                 |   | PJ | B | A | Pts | Pun           |  | Résultat |
| 1996  | Canada | Championnat du monde junior | 6 | 2  | 3 | 5 | 2   | Médaille d'or |  |          |
| 1997  | Canada | Championnat du monde junior | 7 | 0  | 5 | 5 | 2   | Médaille d'or |  |          |

## Trophées et honneurs personnels
- Ligue de hockey de l'Ontario
  - 1996 et 1997 : nommé dans la 1re équipe d'étoiles
  - 1996 et 1997 : récipiendaire du trophée Red-Tilson
- Ligue canadienne de hockey
  - 1997 : nommé dans la 1re équipe d'étoiles
  - 1997 : nommé joueur de l'année